# T-wing

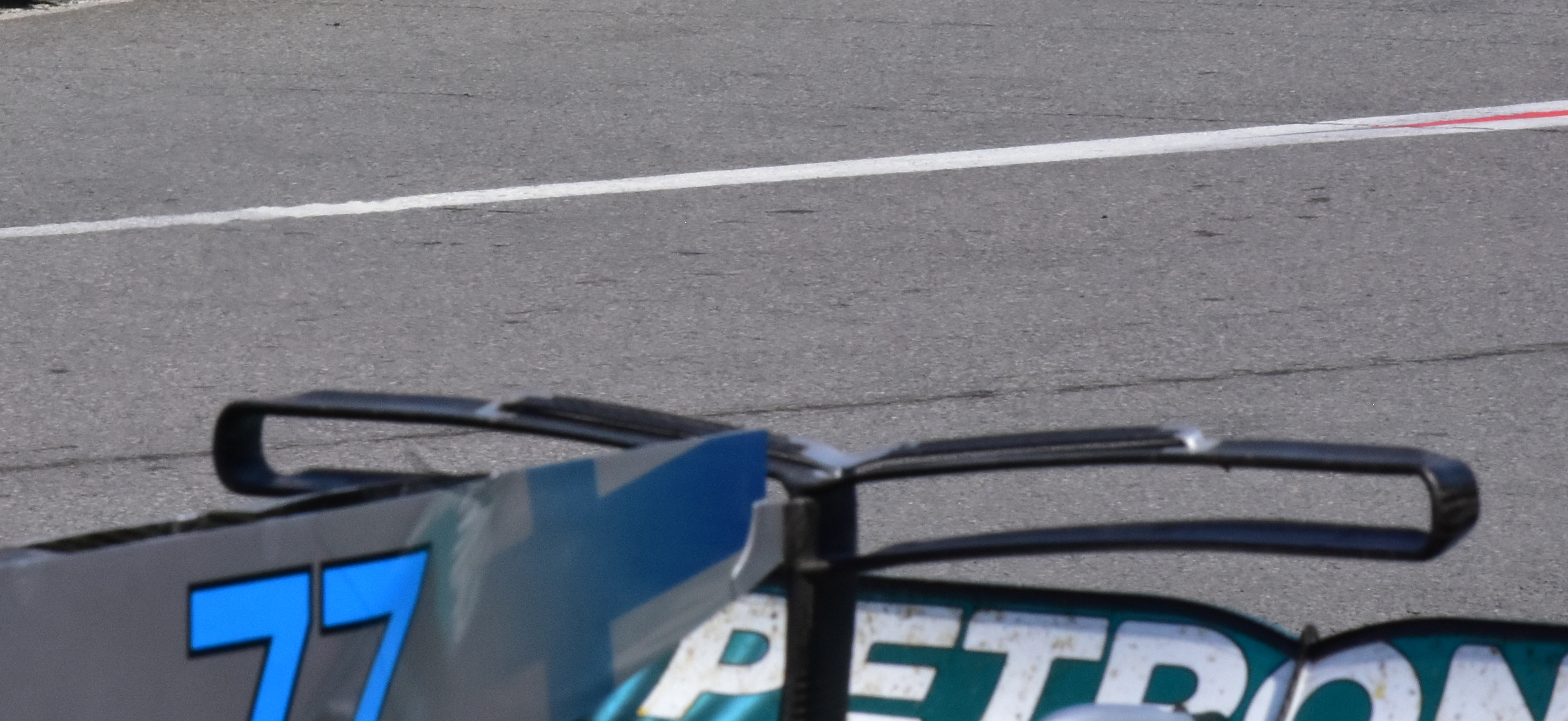
La T wing della Mercedes di Valtteri Bottas nel 2017

La T-wing era un componente delle monoposto di Formula 1 con funzione aerodinamica posto nella parte alta e posteriore della carrozzeria davanti all'alettone, a ridosso della gobba posteriore, con una forma generalmente di piccolo alettone a forma di "T". Avevano una larghezza massima di 750 mm e occupavano uno spazio di 50 mm davanti all'alettone posteriore. Esse nacquero da una falla regolamentare nella riscrittura del regolamento tecnico per le carrozzerie delle monoposto del 2017. Nel 2018 sono state vietate.
Una delle prime vetture ad adottare tale soluzione fu la Williams sulla sua vettura FW40, in cui il T-wing svolgeva la funzione di convogliare i flussi d'aria verso l'alettone posteriore e per incrementare l'efficienza del diffusore, il tutto per aumentare la deportanza.

## Funzionamento
Essa aumentava del 1-2% il carico aerodinamico della monoposto, con un grande vantaggio in termini di deportanza rispetto all'esigua resistenza aerodinamica che essa comportava. Questa soluzione era apparsa già nei test prestagione a Barcellona nel 2017. Nel gran premio inaugurale della stagione la scuderia Haas sulla sua vettura VF-17 aveva adottato una T-wing che si fletteva molto durante la marcia del mezzo, e il direttore di gara della FIA Charlie Whiting ne aveva ordinato alla scuderia la rimozione.